# Woiwodschaft Tarnopol
Die Woiwodschaft Tarnopol (polnisch Województwo tarnopolskie) war in den Jahren 1921–1939 eine Verwaltungseinheit der Zweiten Polnischen Republik, die am 1. September 1921 mit Inkrafttreten der Aufteilung des ehemals österreichischen Teils Polens, Galizien, in die Woiwodschaften Lwów, Krakau, Stanislau und Tarnopol entstand. Der Sitz der Verwaltung und die Hauptstadt war Tarnopol (heute ukrainisch Ternopil).

## Lage und Größe
Die Woiwodschaft mit den Städten Tarnopol, Złoczów, Brody, Brzeżany und Zbaraż erstreckte sich über den südlichen Teil von Ostpolen. Sie war Teil der historischen Großregion Podolien.
Sie grenzte im Norden an die Woiwodschaft Wolhynien, im Osten entlang des Flusses Dnister an die Sowjetunion, im Südosten entlang des Flusses Bug an Rumänien, im Südwesten an die Woiwodschaft Stanislau und im Westen an die Woiwodschaft Lwów.
Die Landschaft war hügelig. Durch die Woiwodschaft flossen die Flüssen Dnister, Sbrutsch und Seret.
1921 umfasste die Woiwodschaft eine Fläche von 16.533 km². Die 35 Städte und 1087 Landgemeinden waren in 17 Powiats gegliedert.
Das Gebiet gehört heute vollständig zur Ukraine.

## Klima
Die Woiwodschaft lag an der Grenze von Meeres- und Kontinentalklima, woraus einige Wetteranomalien resultierten. So war z. B. Tarnopol eine der kältesten Städte Polens und die Gegend um Zaleszczyki eine der wärmsten des Staates. Charakteristisch waren auch starke Winde und abhängig von ihrer Richtung schnelle Temperaturveränderungen. Die ersten Fröste traten oft schon im September und die letzten noch im Mai auf.

## Geschichte
Die Woiwodschaft entstand am 1. September 1921 nach dem Ende der Kampfhandlungen im Verlauf des Polnisch-Sowjetischen Krieges auf den östlichen Teilen des ehemaligen österreichischen Kronlandes Galizien. Als Hauptstadt wurde Tarnopol festgelegt.
Am 1. Juli 1925 wurde der Sitz des Powiats Husiatyn nach Kopyczyńce verlegt und der Powiat Kopyczyńce geschaffen.
Im September 1939 wurde die Woiwodschaft im Verlauf des Zweiten Weltkrieges durch die Sowjetische Besetzung Ostpolens sowjetisch und nach dem Überfall auf die Sowjetunion 1941 durch Deutschland besetzt.
Nach dem Ende des Zweiten Weltkriegs wurde das Gebiet der Woiwodschaft ein Teil der Sowjetunion (Ukrainische SSR).

## Bevölkerung

### Volkszählung 1921
Die Volkszählung vom 30. September 1921 ermittelte folgende „Nationalitäten“ (Volkszugehörigkeiten):
Nationalitäten nach dem Zensus 1921
| Nationalität | Zahl      | Prozent  |
| ------------ | --------- | -------- |
| Ruthenen     | 714.031   | 49,98 %  |
| Polen        | 642.546   | 44,98 %  |
| Juden        | 68.967    | 4,83 %   |
| Deutsche     | 2.484     | 0,17 %   |
| Übrige       | 492       | 0,03 %   |
| Gesamt       | 1.428.520 | 100,00 % |

1. ↑  Die Kategorie „Ukrainer“ gab bei der Volkszählung 1921 nicht.

## Administrative Unterteilung (1934)

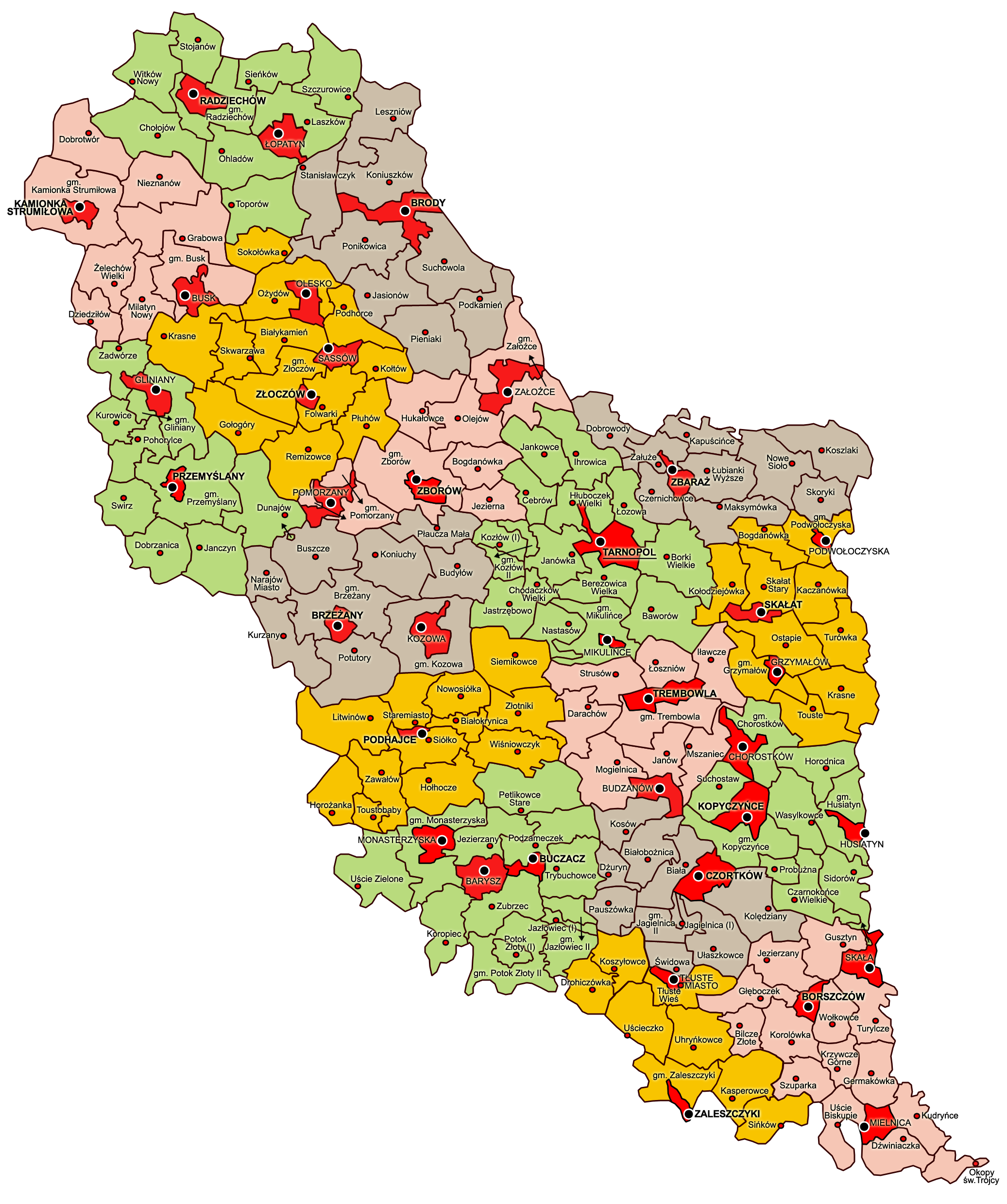
Verwaltungs-Karte (1938)

Powiat Borszczów bestehend aus den Städten Borszczów, Mielnica Podolska und Skała Podolska sowie den Gminas:
- Bilcze Złote
- Dźwiniaczka
- Germakówka
- Głęboczek
- Gusztyn
- Jezierzany
- Korolówka
- Krzywcze Górne
- Kudryńce
- Okopy Świętej Trójcy
- Szuparka
- Turylcze
- Uście Biskupie
- Wołkowce

Powiat Brody bestehend aus der Stadt Brody sowie den Gminas:
- Jasionów
- Koniuszków
- Leszniów
- Pieniaki
- Ponikowica
- Podkamień
- Stanisławczyk
- Suchowola

Powiat Brzeżany bestehend aus den Städten Brzeżany und Kozowa sowie den Gminas:
- Budyłów
- Buszcze
- Brzeżany
- Koniuchy
- Kozowa
- Kurzany
- Narajów Miasto
- Potutory
- Płaucza Mała

Powiat Buczacz bestehend aus den Städten Barysz, Buczacz, Jazłowiec und Monasterzyska sowie den Gminas:
- Jazłowiec I
- Jazłowiec II
- Jezierzany
- Koropiec
- Monasterzyska
- Petlikowce Stare
- Podzameczek
- Potok Złoty I
- Potok Złoty II
- Trybuchowce
- Uście Zielone
- Zubrzec

Powiat Czortków bestehend aus den Städten Czortków und Jagielnica sowie den Gminas:
- Biała
- Białobożnica
- Dżuryn
- Jagielnica I
- Jagielnica II
- Kolędziany
- Kosów
- Pauszówka
- Świdowa
- Ułaszkowce

Powiat Kamionka Strumiłowa bestehend aus den Städten Kamionka Strumiłowa und Busk sowie den Gminas:
- Dobrotwór
- Kamionka Strumiłowa
- Nieznanów
- Grabowa
- Busk
- Milatyn Nowy
- Żelechów Wielki
- Dziedziłów

Powiat Kopyczyńce bestehend aus den Städten Chorostków, Husiatyn und Kopyczyńce sowie den Gminas:
- Chorostków
- Czarnokońce Wielkie
- Horodnica
- Husiatyn
- Kopyczyńce
- Probużna
- Sidorów
- Suchostaw
- Wasylkowce

Powiat Podhajce bestehend aus der Stadt Podhajce sowie den Gminas:
- Zawałów
- Horożanka
- Litwinów
- Nowosiółka
- Siemikowce
- Złotniki
- Wiśniowczyk
- Hołhocze
- Siółko
- Białokrynica
- Staremiasto
- Toustobaby

Powiat Przemyślany bestehend aus den Städten Gliniany und Przemyślany sowie den Gminas:
- Dobrzanica
- Dunajów
- Gliniany
- Janczyn
- Kurowice
- Pohorylce
- Przemyślany
- Swirz
- Zadwórze

Powiat Radziechów bestehend aus den Städten Radziechów und Łopatyn sowie den Gminas:
- Chołojów
- Laszków
- Ohladów
- Radziechów
- Sieńków
- Stojanów
- Szczurowice
- Toporów
- Witków Nowy

Powiat Skałat bestehend aus den Städten Grzymałów, Podwołoczyska und Skałat sowie den Gminas:
- Bogdanówka
- Grzymałów
- Kaczanówka
- Kołodziejówka
- Krasne
- Ostapie
- Podwołoczyska
- Skałat Stary
- Touste
- Turówka

Powiat Tarnopol bestehend aus den Städten Tarnopol und Mikulińce sowie den Gminas:
- Baworów
- Berezowica Wielka
- Borki Wielkie
- Cebrów
- Chodaczków Wielki
- Hłuboczek Wielki
- Ihrowica
- Jankowce
- Janówka
- Jastrzębowo
- Kozłów I
- Kozłów II
- Łozowa
- Mikulińce
- Nastasów

Powiat Trembowla bestehend aus den Städten Budzanów und Trembowla sowie den Gminas:
- Trembowla
- Strusów
- Janów
- Łoszniów
- Darachów
- Mogielnica
- Iławcze
- Mszaniec

Powiat Zaleszczyki bestehend aus den Städten Zaleszczyki und Tłuste sowie den Gminas:
- Kasperowce
- Koszyłowce
- Drohiczówka
- Sińków
- Tłuste Wieś
- Uhryńkowce
- Uścieczko
- Zaleszczyki

Powiat Zbaraż bestehend aus der Stadt Zbaraż sowie den Gminas:
- Dobrowody
- Załuże
- Czernichowce
- Kapuścińce
- Łubianki Wyższe
- Nowe Sioło
- Koszlaki
- Skoryki
- Maksymówka

Powiat Zborów bestehend aus den Städten Zborów, Pomorzany und Załoźce sowie den Gminas:
- Bogdanówka
- Hukałowce
- Olejów
- Pomorzany
- Załoźce
- Zborów
- Jezierna

Powiat Złoczów bestehend aus den Städten Złoczów, Olesko und Sasów sowie den Gminas:
- Białykamień
- Folwarki
- Gołogóry
- Kołtów
- Krasne
- Ożydów
- Płuhów
- Podhorce
- Skwarzawa
- Remizowce
- Sokołówka
- Złoczów

## Wirtschaft
Die Woiwodschaft war stark landwirtschaftlich geprägt. In den Städten gab es eine agrarprodukteverarbeitende Industrie. Über die Landesgrenzen hinweg bekannt waren die Agrarhandelsmessen in Tarnopol und Ułaszkowce. An Bodenschätzen gab es Phosphorit und Braunkohle.